# Lychas chanthaburiensis
Espèce
Lychas chanthaburiensis est une espèce de scorpions de la famille des Buthidae.

## Distribution
Cette espèce est endémique de la province de Chanthaburi en Thaïlande. Elle se rencontre vers Khao Khitchakut.

## Description
Le mâle holotype mesure 46,9 mm.

## Étymologie
Son nom d'espèce, composé de chanthaburi et du suffixe latin -ensis, « qui vit dans, qui habite », lui a été donné en référence au lieu de sa découverte, la province de Chanthaburi.

## Publication originale
- Ythier & Lourenço, 2022 : « A new species of Lychas Leach, 1815 from C. L. Koch, 1845 from Thailand (Scorpiones: Buthidae) » Faunitaxys, vol. 10, no 26, p. 1-7 (texte intégral).